# Rubécourt-et-Lamécourt
Rubécourt-et-Lamécourt era una comuna francesa situada en el departamento de Ardenas, de la región de Gran Este, que el uno de enero de 2017 pasó a ser una comuna delegada de la comuna nueva de Bazeilles al fusionarse con las comunas de Bazeilles y Villers-Cernay.

## Historia
Fue creada entre 1790 y 1794 con la unión de las comunas de Lamécourt y Rubécourt.

## Demografía
| Gráfica de evolución demográfica de Rubécourt-et-Lamécourt entre 1800 y 2014 |
|                                                                              |

Los datos demográficos contemplados en este gráfico de la comuna de Rubécourt-et-Lamécourt se han cogido de 1800 a 1999 de la página francesa EHESS/Cassini, y los demás datos de la página del INSEE.